# Tomasz Papaj
Tomasz Papaj (ur. 20 czerwca 1970 w Mysłowicach) – polski ekonomista, samorządowiec, nauczyciel akademicki, prof. UE dr hab. nauk ekonomicznych.

## Życiorys

### Wykształcenie i działalność zawodowa
W latach 1990–1995 studiował zarządzanie i marketing na Wydziale Zarządzania w Akademii Ekonomicznej im. K. Adamieckiego w Katowicach. W 2006 r. na podstawie pracy pt. „Strategia TQM w urzędach terytorialnej administracji publicznej. Kryteria i mierniki oceny stopnia jej implementacji” uzyskał stopień doktora nauk ekonomicznych w zakresie nauk o zarządzaniu w Akademii Ekonomicznej im. K. Adamieckiego w Katowicach. Na podstawie oceny dorobku naukowego w tym pracy pt: „Doskonalenie komunikacji elektronicznej pomiędzy jednostkami administracji publicznej” otrzymał w 2018 roku stopień doktora habilitowanego nauk ekonomicznych w dyscyplinie nauk o zarządzaniu.
- Profesor Uniwersytetu Ekonomicznego w Katowicach, pracownik naukowy w Uniwersytecie Ekonomicznym w Katowicach w Katedrze Zarządzania Przedsiębiorstwem.
- Ekspert w zakresie zarządzania publicznego, e-administracji oraz zarządzania jakością.
- Swoje doświadczenie zawodowe zdobywał pracując w firmach sektora prywatnego oraz instytucjach sektora publicznego.
- Współpracował m.in. z Urzędem Marszałkowskim Województwa Śląskiego, Wojewodą Śląskim, Ministerstwem Finansów, Kancelarią Prezesa Rady Ministrów.
- Inicjator i współorganizator m.in. konferencji pt. „Skuteczne i efektywne zarządzanie w administracji publicznej” w latach 2012, 2014 oraz 2015 roku oraz konferencji „Perspektywy rozwoju audytu wewnętrznego oraz nadzoru korporacyjnego w administracji publicznej i biznesie" w 2018 roku, a także konferencji  „Perspektywy rozwoju nadzoru korporacyjnego – komunikacja oraz etyka w administracji publicznej i w biznesie” w 2019 roku.
- W latach 2007–2014 pełnił funkcję przewodniczącego rady polskiej jednostki certyfikującej.
- Członek zarządów i rad nadzorczych spółek publicznych.

### Działalność naukowa
- Autor kilkudziesięciu artykułów naukowych prezentowanych na konferencjach m.in. w Europie i USA.
- Członek komitetów redakcyjnych międzynarodowych czasopism naukowych poświęconych doskonaleniu administracji publicznej, np. „Issues in Information Systems" wydawanego w USA i „The Electronic Journal of e-Government” wydawanego w Wielkiej Brytanii.

### Działalność samorządowa
- Radny Sejmiku Województwa Śląskiego od 2024[1].
- Przewodniczący Rady Miasta Mysłowice, radny Prawo i Sprawiedliwość w kadencji 2018-2024.
- Wiceprezydent miasta Mysłowice w latach 1998-2002.
- Radny miasta Mysłowice w latach 1998-2006 (Stowarzyszenie Mysłowice; Mysłowickie Porozumienie Samorządowe).

### Działalność społeczna
- Członek katolickiego Ruchu Światło-Życie.
- Wiceprezes Fundacji „Światło-Życie” od 2011 roku, a od 1999 roku wchodzi w skład zarządu fundacji. Fundacja „Światło-Życie” jest organizacją pożytku publicznego, która posiada 22 oddziały w całej Polsce. Fundacja zajmuje się działalnością wychowawczą wśród dzieci, młodzieży i dorosłych, przeciwdziała patologiom, pomaga ludziom stawać się wolnymi od wszelkich uzależnień, upowszechnia pozytywne wzorce osobowe, pomaga ludziom wymagającym szczególnej troski, przekazuje żywność potrzebującym (http://fundacja.oaza.pl/). Wśród  projektów realizowanych przez fundację znajdują się m.in. ekumeniczne koncerty: „Bądź jak Jezus” oraz Betlejem w Polsce.

## Życie prywatne
Syn Wiesława i Krystyny. Żonaty, ma dwóch synów.

## Wybrane publikacje
Książki  i wybrane rozdziały w książkach:
- Doskonalenie komunikacji elektronicznej pomiędzy jednostkami administracji publicznej, (2017).
- Public Administration in the Sustainable Information Society, (Tomasz Papaj, Danuta Descours), w: Towards a Sustainable Information Society: People, Business and Public Administration Perspectives, red. E. Ziemba, Cambridge Scholars Publishing, Newcastle upon Tyne, Cambridge 2016.
- Krytyczne czynniki sukcesu i poziom wykorzystania ICT w administracji publicznej, (Ewa Ziemba, Tomasz Papaj, Danuta Descours), w: Czynniki sukcesu i poziom wykorzystania technologii informacyjno-komunikacyjnych w Polsce, red. E. Ziemba, CeDeWu.pl, Warszawa 2015.
- Standardy funkcjonowania organizacji pozarządowych, redaktor, (2013).
- Zarządzanie w administracji publicznej. Narzędzia,  współautor i współredaktor, (2012).
- Public Governance koncepcją zarządzania w administracji publicznej, współautor,  (2011).
- Kierunki doskonalenia usług świadczonych przez administrację publiczną, współautor i współredaktor, (2009).
- Strategia TQM w urzędach terytorialnej administracji publicznej, (2008).

Wybrane artykuły:
- Ewa Ziemba, Tomasz Papaj, Cyfryzacja w zarządzaniu publicznym w: Zarządzanie publiczne : perspektywa teorii i praktyki, red. nauk. Aldona Frączkiewicz-Wronka, Marek Ćwiklicki; Wydawnictwo Uniwersytetu Ekonomicznego w Katowicach, 2023, s.358-388
- Ewa Ziemba, Tomasz Papaj, Inteligentne technologie w zarządzaniu publicznym w: Zarządzanie publiczne : perspektywa teorii i praktyki, red. nauk. Aldona Frączkiewicz-Wronka, Marek Ćwiklicki; Wydawnictwo Uniwersytetu Ekonomicznego w Katowicach, 2023, s. 410-415

- Ewa Ziemba, Tomasz Papaj, Danuta Descours, Critical Success Factors for Adopting Electronic Document Management Systems in Government Units, Proceedings of the 17th Conference on Computer Science and Intelligence Systems, ed. Maria Ganzha, Leszek Maciaszek, Marcin Paprzycki, Dominik Ślęzak, New York : Institute of Electrical and Electronics Engineers, Warszawa : Polskie Towarzystwo Ekonomiczne, Annals of Computer Science and Information Systems, 2022, vol. 30, pp. 809-813
- Tomasz Papaj, Kluczowe mierniki i zasady w ocenie ładu korporacyjnego, w: Corporate governance w teorii i praktyce - wybrane problemy, red. nauk. Katarzyna Olejko, Wydawnictwo Uniwersytetu Ekonomicznego w Katowicach, 2022, s.26-39
- Jacek Szołtysek, Tomasz Papaj, Strategia Górnośląsko-Zagłębiowskiej Metropolii jako efekt synergii jej członków, w: Górnośląsko-Zagłębiowska Metropolia. Strategiczne wyzwania, red. nauk. Paweł Kosiń, Jerzy Podsiadło, Akademia WSB, Polskie Towarzystwo Ekonomiczne w Katowicach, 2022, s.47-59
- Jacek Szołtysek, Tomasz Papaj, Bliskość międzyorganizacyjna i skuteczność działań Górnośląsko-Zagłębiowskiej Metropolii - paradoksy zarządzania, w: Górnośląsko-Zagłębiowska Metropolia. Wybrane zagadnienia, red. nauk. Paweł Kosiń, Jerzy Podsiadło, Wydawnictwo Naukowe Akademii WSB, Polskie Towarzystwo Ekonomiczne w Katowicach, 2021, s.27-40
- Iwona Kolasa, Tomasz Papaj, Ewa Ziemba, Information systems projects' success in government units. The issue of information systems integration, “Procedia Computer Science”, 2020, vol. 176 s. 2274-2286

- Tomasz Papaj, Dariusz Grabara, Aleksandra Sekuła, On Modelling of the Influence of Socio-Economic Factors on e-Government Maturity of Cities in Poland, w: Proceedings of the 19th European Conference on Digital Government ECDG 2019, Nicosia, Northern Cyprus 24-25 October 2019 / ed. by Tugberk Kaya / Cyprus International University.
- Tomasz Papaj, Danuta Descours, Otwarte dane publiczne jako cyfrowe wyzwanie dla Górnośląsko-Zagłębiowskiej Metropolii, w: Wybrane problemy funkcjonowania Górnośląsko-Zagłębiowskiej Metropolii / red. nauk. Paweł Kosiń, Jerzy Podsiadło, Wydawnictwo Naukowe Akademii WSB, 2019.
- Mira Lisiecka-Biełanowicz, Tomasz Papaj, Ewa Czyż-Gwiazda, Wykorzystanie metod i narzędzi zarządzania jakością usług w podmiotach leczniczych. Analiza przypadków. Problemy Jakości, styczeń 2019.
- Ziemba Ewa, Papaj Tomasz, Grabara Dariusz, Influence of socio-economic factors on regional e-government maturity in Poland”. w: Proceedings of 18th European Conference on Digital Government, 25-26th October 2018, Santiago de Compostela, Spain.
- Tomasz Papaj, Bliskość komunikacyjna pomiędzy jednostkami administracji publicznej, Studia Ekonomiczne Zeszyty Naukowe Uniwersytetu Ekonomicznego w Katowicach, Nr 359/2018.
- Ewa Ziemba, Tomasz Papaj, Rafał Żelazny, Maria Jadamus-Hacura, Factors Influencing the Success of e-Government, “Journal for Computer Information Systems” 2016, 56(2).
- Ewa Ziemba, Tomasz Papaj, Maria Jadamus-Hacura, Adopting State and Local eGovernment: Empirical Evidence from Poland, w: Proceedings of 16th European Conference on e-Government ECEG 2016, red. M. Dečman, T. Jukić, University of Ljubljana, Slovenia, June 16-17, Ljubljana 2016.
- Ewa Ziemba, Tomasz Papaj, Maria Jadamus-Hacura, Critical Success Factors for Adopting State and Local e-Government – Polish Insights, w: Proceedings of the 13th International Conference on e-Society 2015, International Association for Development of the Information Society, March 14-16, Madeira, Portugal 2015.
- Ewa Ziemba, Tomasz Papaj, Maria Jadamus-Hacura, E-government Success Factors: A Perspective on Government Units, “Issues in Information Systems” 2015, 16(2), s. 16-27.
- Ewa Ziemba, Tomasz Papaj, Danuta Descours, Factors Affecting Success of eGovernment Portals: A Perspective of Software Quality Model, w: Proceedings of 14th European Conference on e-Government – ECEG 2014, Haret University, Romania, June 12-13, Brasov 2014.
- Ewa Ziemba, Tomasz Papaj, A Pragmatic Approach to e-Government Maturity in Poland – Implementation and Usage of SEKAP, w: Proceedings of 13th European Conference on e-Government – ECEG 2013, red. E. Ferrari, W. Caselnovo, University of Insubria, Italy, 13 14 June, Varese, Como 2013.
- Ewa Ziemba, Tomasz Papaj, Rafał Żelazny, New Perspectives on Information Society – the Maturity of Research on a Sustainable Information Society, “Online Journal of Applied Knowledge Management” 2013, 1(1).
- Tomasz Papaj, Certyfikacja systemów zarządzania w administracji publicznej, „Problemy Jakości” 2012, 1, s. 23-27.

## Odznaczenia i nagrody
- Srebrny Krzyż Zasługi (2017).
- Medal Srebrny za długoletnią służbę (2016).
- Medal Komisji Edukacji Narodowej (2011).
- Brązowy Krzyż Zasługi (2010).